# Paratrochosina insolita
Espèce
Synonymes
- Lycosa insolita L. Koch, 1879

Paratrochosina insolita est une espèce d'araignées aranéomorphes de la famille des Lycosidae.

## Distribution
Cette espèce se rencontre en Russie, aux États-Unis en Alaska et au Canada.

## Publication originale
- L. Koch, 1879 : Übersicht der von Dr Finsch in Westsibirien gesammelten Arachniden. Verhandlungen der Kaiserlich-Königlichen Zoologisch-Botanischen Gesellschaft in Wien, vol. 28, p. 481-490 (texte intégral).